# Kəndəbil
Kəndəbil è un comune dell'Azerbaigian situato nel distretto di Zərdab. Conta una popolazione di 786 abitanti.